# Nylands mekaniske verksted

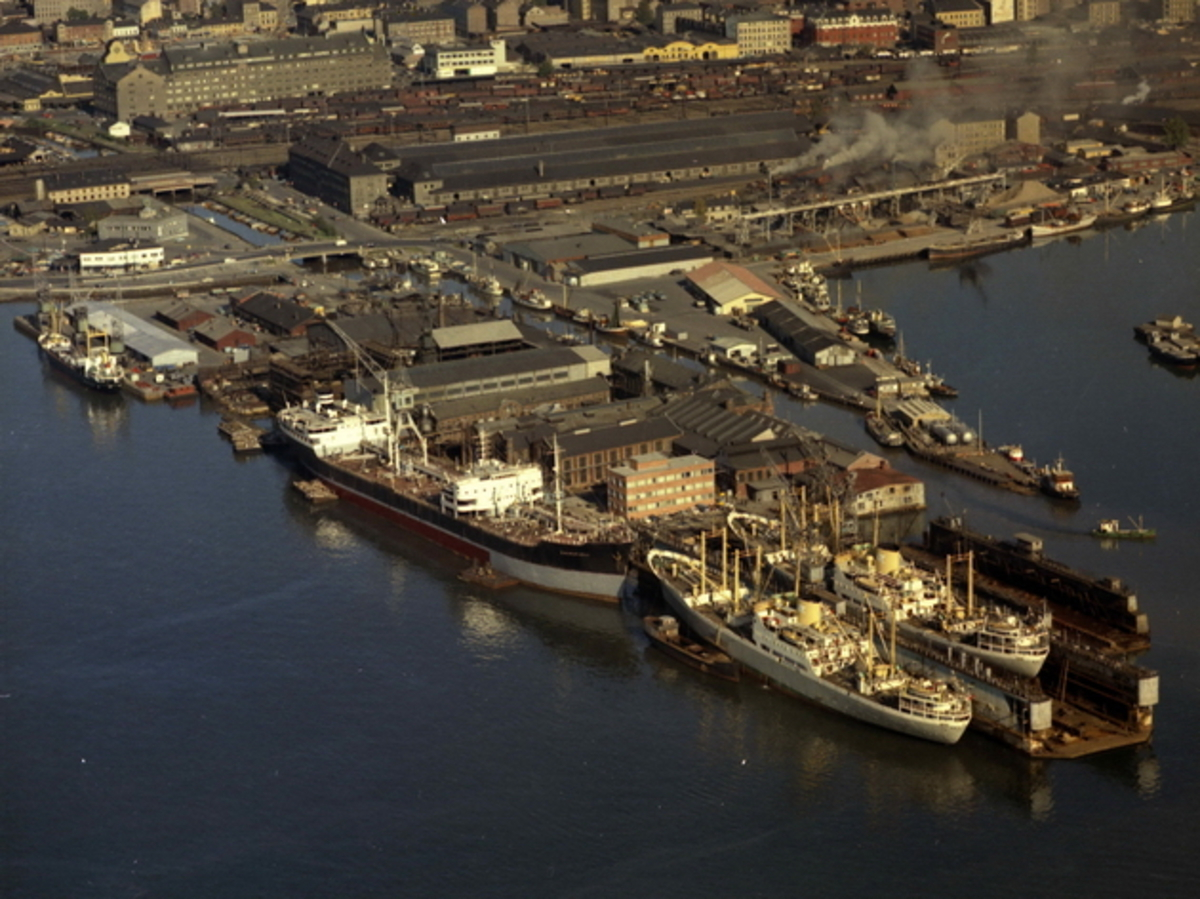
Nylands mekaniske verksted in Oslo 1961

Nylands mekaniske verksted war eine norwegische Werft in Christiania am Grønlandsleiret. Neben Dampfschiffen und Dampfmaschinen wurden Dampflokomotiven hergestellt.

## Geschichte
Nylands mekaniske verksted wurde 1854 von Jacob Smith Jarmann und dem Ingenieur Prosper Nørbech gegründet. Ab 1857 zog die Werkstatt an die Mündung des Akerselva in Bjørvika, wo bis 1860 ein großes Fabrikgebäude am westlichen Flussufer erbaut wurde. Auf diesem Grundstück in Oslo wurde die Werkstatt bis 1971 betrieben.
Mit Baunummer 4 wurde 1864 das erste spezielle Walfangboot der Welt ausgeliefert. Die Hälfte der Dampfschiff-Flotte Norwegens bis 1870 wurde entweder durch Nyland oder durch Akers mek. Verksted gebaut, etwa 50 Schiffe insgesamt. Jarmann zog sich 1878 aus dem Betrieb zurück.
Nylands mekaniske verksted ging am 5. April 1879 in Konkurs. Am  24. Mai 1881 erfolgte eine Neugründung als Nylands verksted.
Um 1900 war Nyland mit über 1000 Mitarbeitern die größte Werft in Norwegen. Es waren zwei Schwimmdocks vorhanden. Statistisk Sentralbyrå (deutsch Statistisches Zentralbüro) verzeichnete 1909 689 Mitarbeiter bei Nylands Verksted sowie 663 Mitarbeiter bei Akers mek. Verksted. Nach 1950 wurden die Schiffe immer größer, und ihr Bau musste rationeller durchgeführt werden. Die über 100 Jahre alten Produktionsanlagen in Bjørvika wurden zu klein.
1956 wurde Nyland durch den Aufkauf der Aktienmehrheit von  A/S Akers mek. Verksted übernommen und später mit dieser (heute STX Europe) verschmolzen. Bis zum Zusammenschluss stellte die Werft über 350 Schiffe her, dazu zahlreiche Industriemaschinen und Eisenbahnwagen. Von den Schiffen waren über 100 Stück Walfangboote und 50 Passagierschiffe. 1967 wurden die Werke von Akers in Pipervika und Nyland in Bjørvika unter eine gemeinsame Verwaltung gestellt und die beiden Produktionsstätten als Nyland Vest und Nyland Øst bezeichnet. Die alte Nylands-Werkstatt (Nyland Øst) wurde 1971 stillgelegt. Nylands Verksted war danach von 1971 bis 1982 die Bezeichnung für Akers verft in Pipervika.
Auf dem ehemaligen Fabrikgelände wurde 2008 das Opernhaus Oslo eröffnet.

## Schiffbau bei Nylands Mekaniske Verksted
| Nr. | Ausgeliefert | Name          | Typ              | Tonnage   | Reederei                                  | Heimathafen | Bemerkung                                                      |
| --- | ------------ | ------------- | ---------------- | --------- | ----------------------------------------- | ----------- | -------------------------------------------------------------- |
| 1   | 1861         | Engebret Soot | Passagierschiff  | 30 BRT    | Fredrikshalds saugbrugsforening           | Halden      | Museumsschiff                                                  |
| 4   | 1864         | Spes & Fides  | Walfangboot      | 86 BRT    | Svend Foyn                                | Tønsberg    |                                                                |
| 11  | 1866         | Hansteen      | Forschungsschiff | 114 BRT   | Norges geografiske oppmåling              | Trondheim   | Museumsschiff                                                  |
| 65  | 1887         | Turisten      | Passagierschiff  | 76,41 BRT | Fredrikshalds-Vasdragets Dambskibsselskab | Halden      | Museumsschiff                                                  |
| 342 | 1939         | Otra          | Minensuchboot    | 361 BRT   | Norwegische Marine                        | -           | im Zweiten Weltkrieg von der deutschen Kriegsmarine eingesetzt |
| 343 | 1939         | Rauma         | Minensuchboot    | 361 BRT   | Norwegische Marine                        | -           | im Zweiten Weltkrieg von der deutschen Kriegsmarine eingesetzt |
| 374 | 1950         | Sandnes       | Passagierschiff  | 1534 BRT  | Sandnæs Dampskibs-Aktieselskab            | Sandnes     | Museumsschiff                                                  |
| 376 | 1954         | Lionne        | Frachtschiff     | 2207 BRT  | A. Mohn                                   | Oslo        |                                                                |
| 398 | 1965         | KNM Sleipner  | Korvette         | 780 BRT   | Norwegische Marine                        | -           |                                                                |

## Bilder der Schiffe

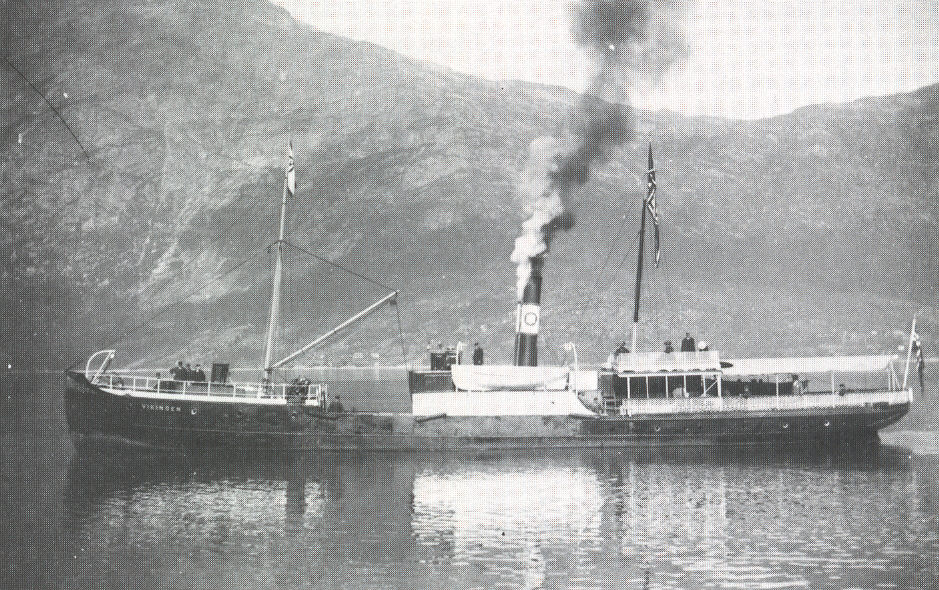
Vikingen (1865)
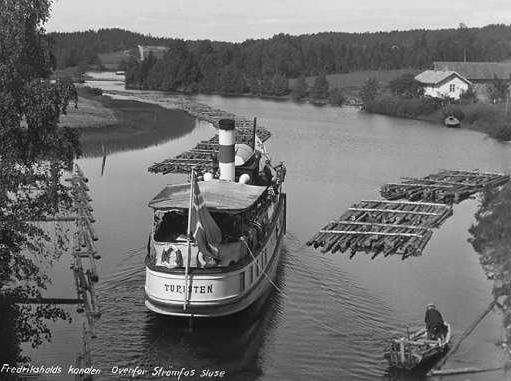
Turisten (1887)
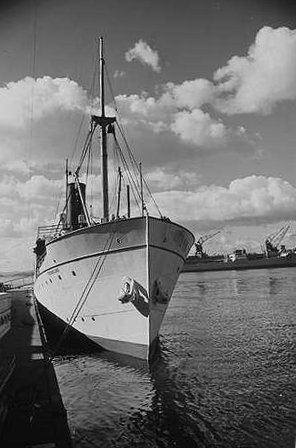
Tromøsund (1928)
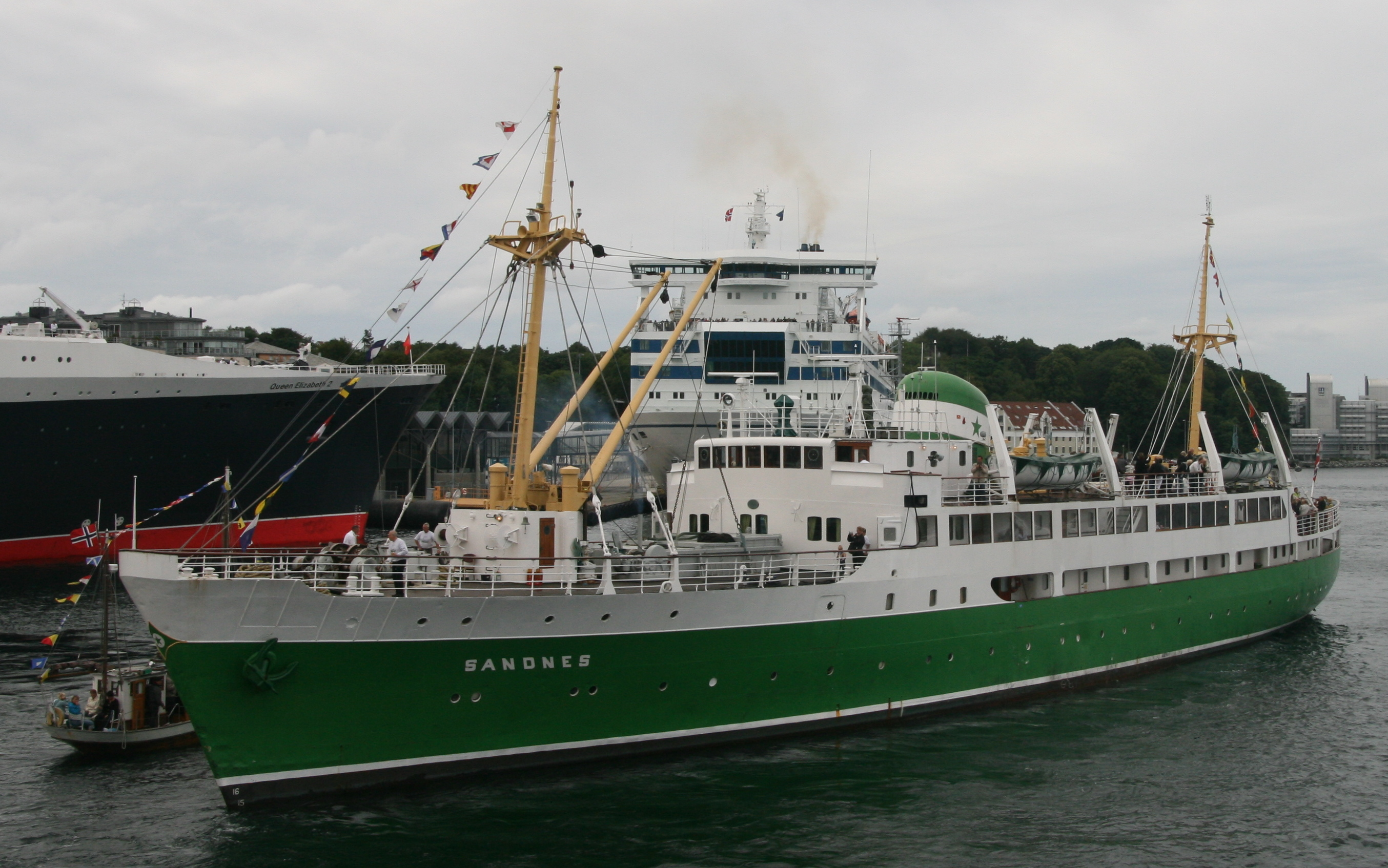
Sandnes (1950)

## Lokomotivbau bei Nylands Mekaniske Verksted
| Baunummer | Ausgeliefert | Baureihe     | Achsfolge | Gesellschaft         | Bemerkungen                                        |
| --------- | ------------ | ------------ | --------- | -------------------- | -------------------------------------------------- |
| 7         | 1896         | NHJ D Nr. 84 | B         | Norsk Hoved-Jernbane | von NSB übernommen, am 4. Juli 1962 ausgemustert   |
| 8         | 1898         | NHJ D Nr. 89 | B         | Norsk Hoved-Jernbane | von NSB übernommen, am 14. April 1954 ausgemustert |